# Albertirsa
Albertirsa, grad u središnjoj Mađarskoj od 12.394 stanovnika. Grad je jedan od najvažnijih u Peštanskoj županiji.

## Povijest
Albertirsa je nastao 1950. spajanjem dotadašnjih naselja Alberti i Irsa. Gradsko pravo je dobio 1. srpnja 2003.

## Zemljopisne karakteristike
Grad leži oko 60 kilometara jugoistočno od Budimpešte, i nalazi u sjevernom dijelu Panonske nizine. 
Nadmorska visina grada je oko 125 metara.

## Gradovi prijatelji
- Bourg-Saint-Andéol, Francuska
- Gaggiano, Italija
- Malacky, Slovačka
- Șimleu Silvaniei, Rumunjska
- Żnin, Poljska

## Galerija
- Povijesni prikaz grba
- Pogled na grad

## Vanjske poveznice
- Službena stranica grada